# Asemum amurense
Asemum amurense là một loài bọ cánh cứng trong họ Cerambycidae.